# Gare d’Arleux
Gare d’Arleux vasútállomás Franciaországban, Arleux településen.

## Vasútvonalak
Az állomást az alábbi vasútvonalak érintik:
- Saint-Just-en-Chaussée-Dowaai-vasútvonal

## Kapcsolódó állomások
A vasútállomáshoz az alábbi állomások vannak a legközelebb:
- Gare de Brunémont
- Gare de Cantin